# Кинг Едвард Појнт
54° 17′ S 36° 30′ W / 54.283° Ј; 36.500° З
Кинг Едвард Појнт (енгл. King Edward Point (KEP)) је главни град британске прекоморске територије Јужне Џорџије и Јужних Сендвичких острва под суверенитетом Уједињеног Краљевства. Рад се о поморској бази основаној 1909.  Налази се у близини Грутвикена, највећег насеља на острву.